# 野本和幸
野本 和幸（のもと かずゆき、1939年8月28日 - ）は、日本の哲学研究者。東京都立大学・創価大学名誉教授。

## 来歴
東京生まれ。国際基督教大学卒業、京都大学大学院文学研究科博士課程満期退学。1988年「フレーゲの言語哲学」で京都大学より文学博士の学位を取得。茨城大学教養部講師、助教授、北海道大学教授、東京都立大学教授、2001年定年退官、名誉教授、創価大学教授、2010年退任、名誉教授。
2014年、『フレーゲ哲学の全貌』で、第26回和辻哲郎文化賞学術部門を受賞。

## 著書
- 『フレーゲの言語哲学』勁草書房　1986年
- 『現代の論理的意味論 フレーゲからクリプキまで』岩波書店　1988年
- 『意味と世界 言語哲学論考』法政大学出版局　1997年
- 『フレーゲ入門 生涯と哲学の形成』勁草書房（双書エニグマ）　2003年
- 『フレーゲ哲学の全貌―論理主義と意味論の原型』勁草書房 2012年

## 共編著
- 『科学哲学 現代哲学の転回』坂本百大共編著　北樹出版　2002年
- 『言語哲学を学ぶ人のために』山田友幸共編　世界思想社　2002年
- 『分析哲学の誕生 フレーゲ・ラッセル』日本科学哲学会編 責任編集　勁草書房（科学哲学の展開）　2008年

## 翻訳
- S.ケルナー『カント』みすず書房　1977年
- アンソニー・ケニー『ウィトゲンシュタイン』法政大学出版局（りぶらりあ選書）　1982年
- ドナルド・デイヴィドソン『真理と解釈』共訳　勁草書房　1991年
- G.E.M.アンスコム,P.T.ギーチ『哲学の三人 アリストテレス・トマス・フレーゲ』藤沢郁夫共訳　勁草書房（双書プロブレーマタ）　1992年
- ヒラリー・パトナム『理性・真理・歴史 内在的実在論の展開』共訳　法政大学出版局（叢書・ウニベルシタス）　1994年
- マイケル・ダメット『分析哲学の起源 言語への転回』共訳　勁草書房　1998年
- 『フレーゲ著作集 4　哲学論集』黒田亘共編　勁草書房　1999年
- 『フレーゲ著作集 3　算術の基本法則』勁草書房　2000年
- 『フレーゲ著作集 2　算術の基礎』土屋俊共編　勁草書房　2001年
- 『フレーゲ著作集 5　数学論集』飯田隆共編　勁草書房　2001年
- アンソニー・ケニー『フレーゲの哲学』共訳　法政大学出版局（叢書・ウニベルシタス）　2001年
- 『フレーゲ著作集 6　書簡集』勁草書房　2002年
- ヒラリー・パトナム『心・身体・世界 三つ撚りの綱/自然な実在論』監訳 関口浩喜,渡辺大地,入江さつき,岩沢宏和訳　法政大学出版局（叢書・ウニベルシタス）　2005年

## 参考
- 野本和幸教授略歴・業績一覧 『人文学報』 2001年-2003年
- 野本和幸先生の経歴と業績（野本和幸教授退任記念号） 創価大学人文論集 2010年